# Parfym

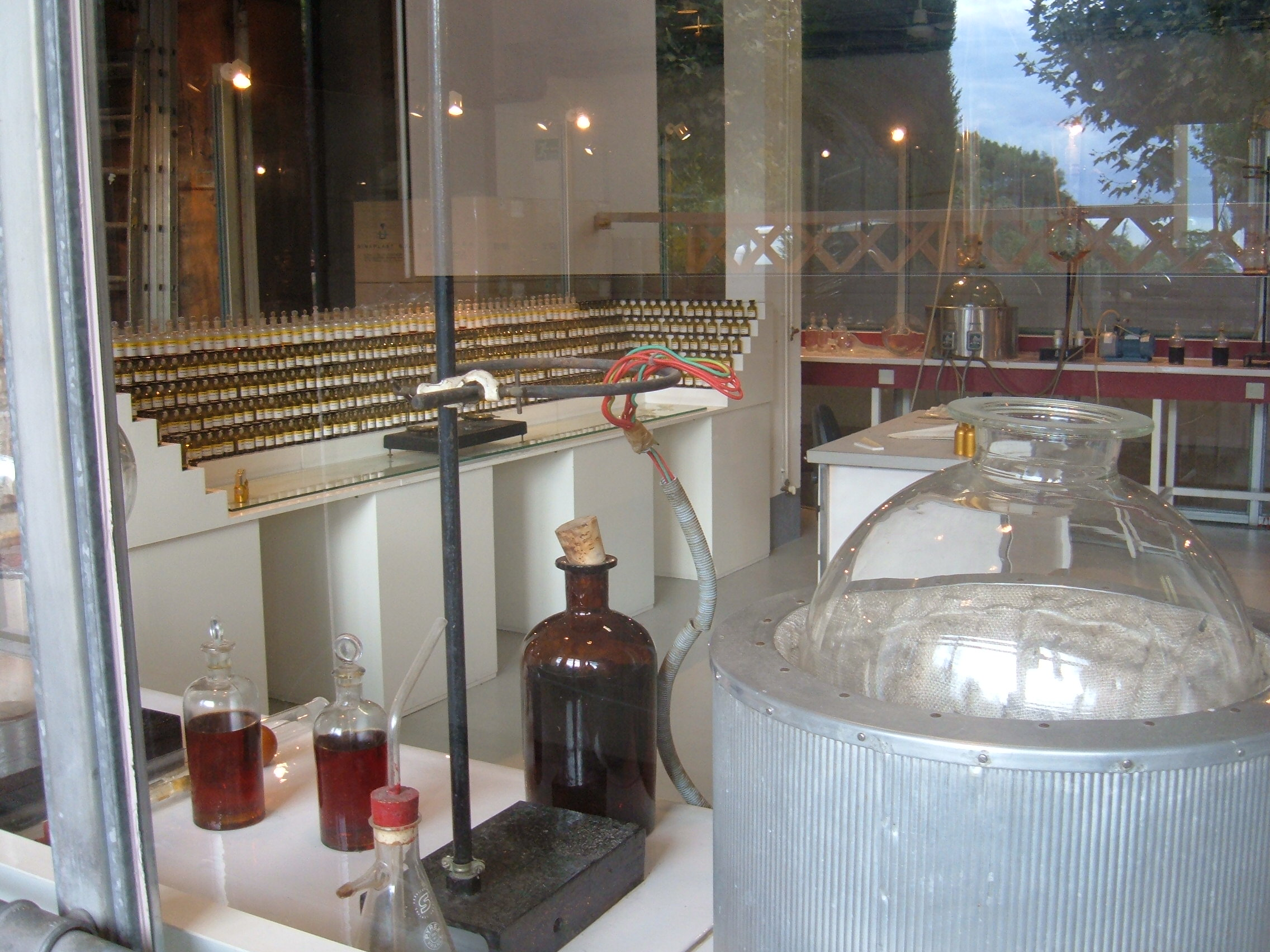
Fragonards parfymlaboratorium i Èze. Till vänster i bakgrunden en parfymorgel.

Parfym är en substans som används för att ge människor, föremål och rum väldoft.
Parfymer är vanligen vätskor, men kan också återfinnas som salvor eller krämer. Doften i parfym kommer från olika eteriska oljor och aromämnen. Ibland ingår också fixativer som gör att parfymen inte avdunstar för fort, och något lösningsmedel, till exempel alkohol eller vatten.
Parfymer kan finnas i olika koncentrationsgrad i form av parfymextrakt, eau de parfum, eau de toilette och eau de Cologne. Samma parfym kan också användas i andra produkter, som tvål, deodorant, rumsprej, med mera. Parfymerade produkter är vanliga i hushållskemikalier – till exempel tvättmedel, rengöringsmedel och diskmedel – men också i hygienartiklar som schampo, hudlotion med mera. Doftämnen bryts ner, försämras eller på annat sätt förändras om de utsätts för hetta, ljus, eller luft.

## Historia

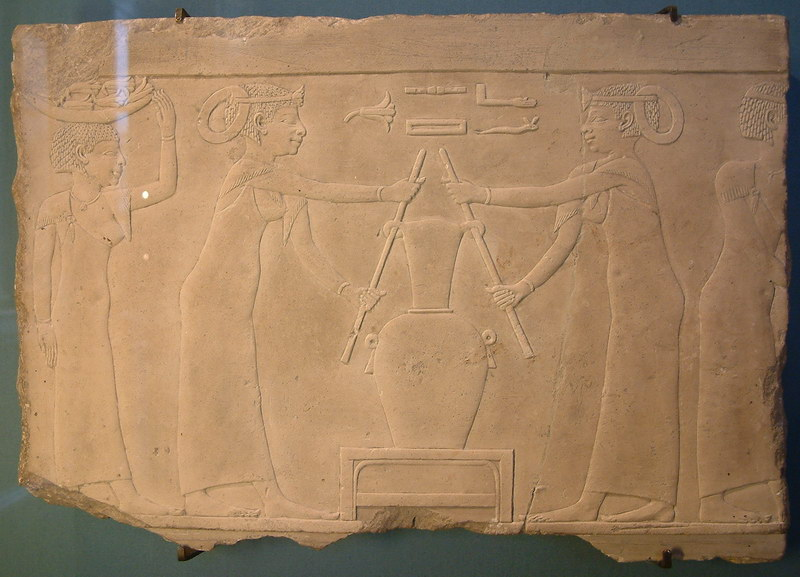
Egyptisk scen som skildrar tillredning av liljeparfym.

Ordet "parfym" som används idag kommer från latinets per fumum, som betyder 'genom rök'. Parfymerier, eller konsten att göra parfymer, uppstod i Mesopotamien och antikens Egypten men utvecklades ytterligare av romarna och perserna. Parfymer och parfymerier fanns också i Östasien, men de flesta av deras motsvarigheter är till för rökelse.
Världens första, historiskt säkerställda kemist, brukar hållas för en person vid namn Tapputi. Hon var parfymör och nämns i en kilskriftstavla från andra årtusendet f.Kr. i Mesopotamien. Arkeologer har i nyare tid grävt fram vad som antas vara världens äldsta parfymer, i Pyrgos på Cypern. Parfymerna, som är mer än 4000 år, återfanns i ett forntida parfymeri. Åtminstone 60 destillationsapparater, skålar för tillblandning, hälltrattar, och parfymflaskor återfanns i fabriken. Under forntiden användes örter och kryddor, som mandel, koriander, myrten, kåda från barrträd, och bergamott, samt blommor, till att parfymera sig med. Redan under forntiden användes också animaliska aromer – mysk, ambra, sibet. Även i Egypten fanns parfymlaboratorium, där kallpressning, maceration, och en föregångare till destillation användes för att utvinna dofter ur råvaror. Parfymer tillverkades som rökelse och oljor, och hade terapeutiska och religiösa syften.
Parfymer hade en religiös betydelse även på andra platser, och det förekommer anföringar i Bibeln på parfymer med denna innebörd. I samband med att allmänna bad uppkom i antikens Grekland och Rom, kom bruket att parfymera sig; den första flytande parfymen sägs ha kommit från Grekland. I Caracallas termer fanns särskilda parfymeringsrum, unctuarium, och de romare som hade råd kunde parfymera sig tre gånger per dag. Med Alexander den stores erövringar spreds parfymen, och Theofrastos beskrivning av olika eteriska oljor visar att kunskapen om dofter var tämligen stor redan under antiken, men också att dofters påverkan på humöret var något som "redan de gamle grekerna" var bevandrade i. En del dofter som används idag inom parfymtillverkning, började användas under antiken av praktiska skäl: ceder ansågs hjälpa mot mal varför garderober parfymerades med cederolja, och myrra användes för balsamering.
Den persiske läkaren och kemisten Avicenna införde processen att extrahera oljor från blommor genom destillation, vilket är den metod som är vanligast idag. Han gjorde sina första experiment med rosor. Innan hans upptäckt bestod flytande parfymer av olja och krossade örter eller kronblad, vilket gav en stark blandning. Rosenvatten var mer raffinerat och blev genast populärt. Tekniker som användes till parfymtillverkning under forntiden inverkade påtagligt på det moderna parfymeriet i västvärlden och till vetenskaplig utveckling, i synnerhet inom kemin.

### Medeltiden

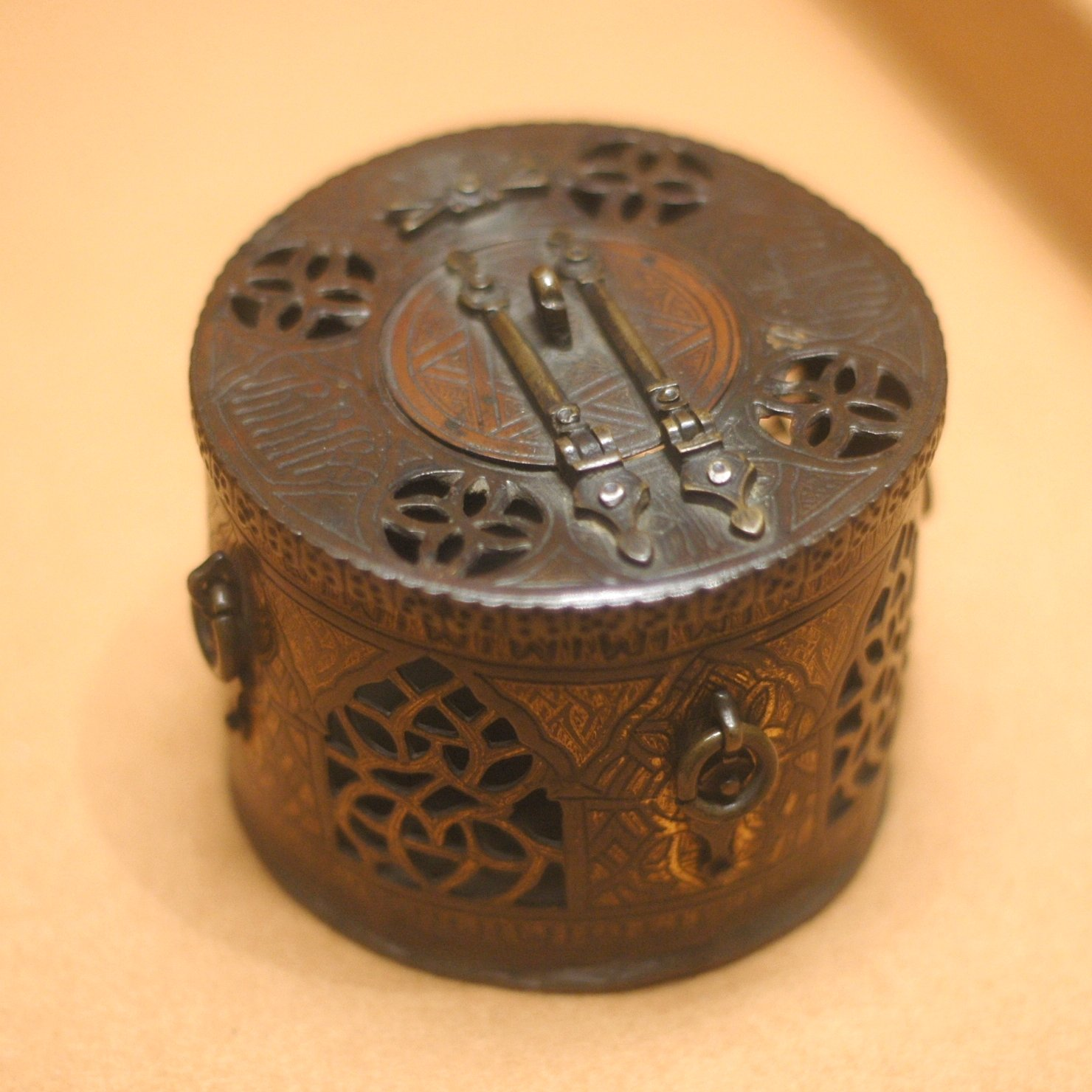
En parfymbrännare i koppar från omkring 1400-talet, i vilken parfym brändes för sprida doft i ett rum. Avdelningen för islamisk konst, Cluny Museum.

Det utbredda bruket av parfym avtog i Europa med kristendomens inträde. Det var framför allt i klostrens och palatsens bad som kunskapen om parfymering levde vidare. Genom kontakten med araberna under korstågens epok kom européerna i kontakt med orientaliska kryddor och aromer, samt med den parfymtradition som alltjämt levt vidare där. Medeltidens parfymer tillverkades av apotekare. Parfymerna brukades som torrvaror i doftpåsar, till exempel med lavendel, viol och apelsinblom, som bars i kläderna; till ambra och andra hårda doftmaterial konstruerades så kallade pommander, klotformade metallbehållare som kunde hängas runt halsen som smycke. Men det var ungrarna som slutligen införde de moderna parfymerna. Den första moderna parfymen, som bestod av olja med dofttillsatser i en alkohollösning, tillverkades år 1370 på begäran av Elisabeth, drottning av Ungern, och var känd runt om i Europa som "ungerskt vatten". 
Det återuppväckta intresset för antiken ledde till att konsten att tillverka parfymer blomstrade i renässansens Italien. Under 1500-talet utvecklades tekniken av Catherine de' Medicis personlige parfymör Rene le Florentin. Hans laboratorium stod i förbindelse med hennes våning genom en lönngång, så att inga recept skulle stjälas på vägen. När Catherine blev drottning av Frankrike tog hon med sig flera italienska seder, som att äta med gaffel, använda korsett, balett, högklackade skor – och parfym. Bland annat lät hon parfymera sina läderhandskar vilket blev mycket populärt, och Grasse, som var Frankrikes centrum för lädertillverkning, började därmed inrikta sig på parfymerat läder, och sedan parfymer. Runt 1700-talet började aromatiska växter att odlas i Grasse, för att förse den växande parfymindustrin med råmaterial. Från 1600-talet och framåt brukades så kallad Oyselets de Chipre, vilket var en torr parfym med dofter från bland annat Cyperns flora, som kastades på elden.
Frankrike blev snart Europas centrum för parfymer och kosmetikatillverkning. Odling av blommor för deras doftegenskaper, vilket hade börjat på 1300-talet, växte till en stor industri i södra Frankrike. Under renässansen hade parfymer huvudsakligen varit förbehållet kungligheter och de allra rikaste, och använts för att dölja kroppsodörer som berodde på den tidens sanitära förhållanden. Det var delvis genom detta patronage som västvärldens parfymindustri skapades. Parfymer tillverkades av parfymörer som hade särskilda parfym- och kosmetikaffärer. Frankrike är fortfarande centrum för att ta fram nya parfymer och för parfymhandeln. Utanför Frankrike tillverkades parfymer till exempel vid kloster, som dominikanklostret Santa Maria Novella i Florens som sedan 1612 framställer parfymer och parfymexlixirer.
1700-talet innebar, för dem som hade råd, en vurm för parfymer. Allt som kunde parfymeras, parfymerades: kläder, näsdukar, läderprodukter med mera. Eau de Colognen gjorde entré, och konkurrerade med annat "blomvatten", till exempel l'Eau de Mille fleurs. Vinegrettlösningar var en annan form av parfym, som dessutom kunde användas till ansiktsvatten och som bot mot svimningsanfall. Fram till franska revolutionen parfymerades rum med pot pourrier. Parfymerat puder, som brukades till ansikte, peruker, och kropp, fanns enligt Herodotos under antiken. Pudrets kvalitet förbättrades under renässansen, men var utan jämförelse som mest använt under 1700-talet och en bit in på 1800-talet. Joséphine de Beauharnais införde mysk, vanilj och ambra till det franska parfympudret.

### 1800-talet och framåt
Parfymtillverkningen har utvecklats hastigt från och med 1850-talet, på grund av att nya tekniker uppstått och den organiska kemin gjort landvinningar som gett ökad kunskap om aromer. Framför allt innebar uppkomsten av syntetiska aromer en stor förändring, i och med att parfymer därmed kunde tillverkas billigare och nya sorters doftämnen kunde skapas. Under 1800-talet tillverkades parfymer ännu av företag som specialiserade sig på parfymer, som Creed, Houbigant, Coty, Lubin, och Guerlain. Modehusen började tillverka parfymer en bit in på 1900-talet. Paul Poiret, som företrädde orientalismen inom konfektionsutbudet, var en av de första att göra detta, med parfymer som Nuit de Chine. Orsaken var att kvinnor som inte hade råd med hans kläder kunde ges en möjlighet till en upplevelse av dem genom att använda hans orientaliska parfymer, och för att de kvinnor som hade råd med hans kläder skulle kunna ge kollektionen en sista touche, med en doft som överensstämde med klädstilen.
Från 1950-talet började billigare parfymer tillverkas av särskilda företag som inriktade sig på billig kosmetika, varmed kundkretsen ökade och parfymer kunde köpas av vem som helst. Genom ändrade levnadsförhållanden, uppstod också en tax free-marknad, vilket ytterligare bidrog till att parfymer av olika prisklass blev en storindustri. Tio företagskoncerner om sammanlagt 80 företag, stod för 60 % av världens parfymförsäljning under 1990-talet. Under 1980-talet började juvelerare ge sig in i parfymindustrin[källa behövs].
Bortsett från milstolpar som uppfinningar av nya syntetiska doftämnen utgjort, var lanseringen av unisexparfymer under slutet av 1990-talet, "det nya millenniet-parfymer", en av de största parfymhistoriska händelserna sedan efterkrigstiden.

## Parfymbeskrivningar
De exakta recepten på parfymer i handeln hålls hemliga. Även om de skulle ges ut skulle de komplexa procedurerna och ingredienserna vara obrukbara för att beskriva upplevelsen av en doft. Parfymkännare kan emellertid bli otroligt skickliga i att identifiera komponenter och upphov till dofter, på samma sätt som vinprovare.
Det mest praktiska sättet att börja beskrivningen av en parfym, är att utgå från dess koncentrationsgrad, vilken doftfamilj den tillhör, och noterna i doften, vilka alla påverkar den övergripande upplevelsen av parfymen, från att den först applicerats till den sista kvardröjande antydan om den.

### Koncentrationsnivå

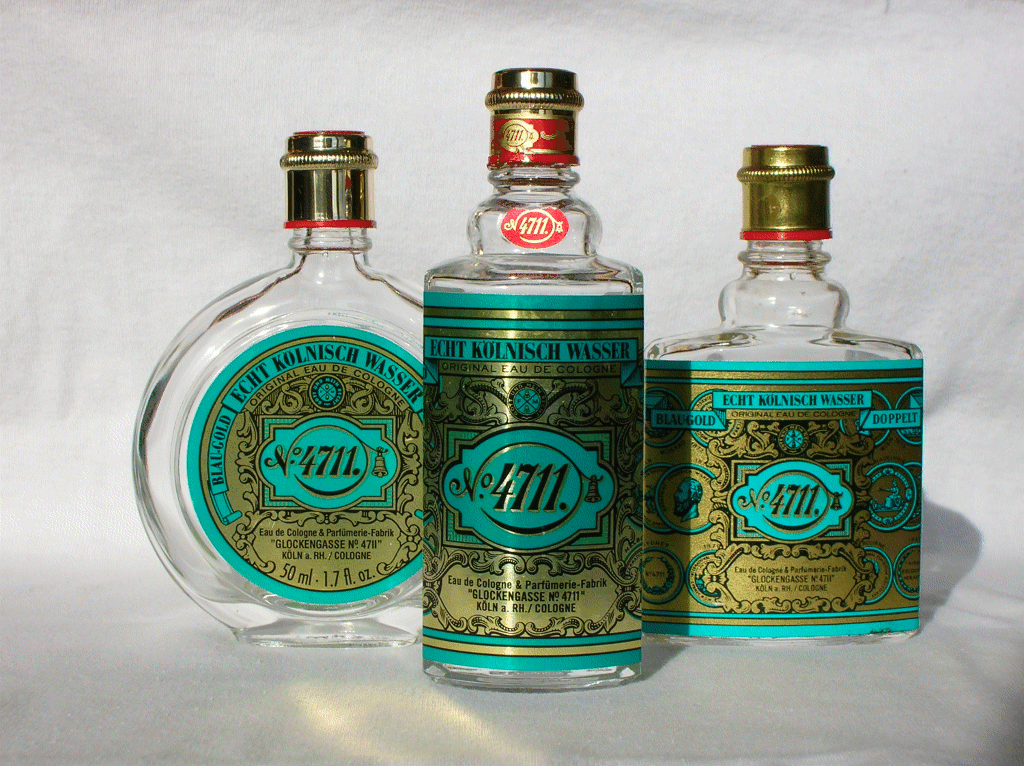
Mühlens klassiska EdC 4711 Echt Kölnisch Wasser, i många länder en av de "riktiga" eau de Colognerna.

Parfymolja måste spädas ut eftersom outspädd olja (naturlig eller syntetisk) innehåller en sådan hög koncentration flyktiga ämnen att de troligen skulle orsaka allergiska reaktioner och kanske skador om de skulle appliceras direkt på huden.
Det i särklass vanligaste lösningsmedlet till parfymolja, är etanol eller en blandning av etanol och vatten. Parfymolja kan också spädas ut i naturligt doftande lipider, som jojoba, fraktionerad kokosnötsolja eller vax. Koncentrationen i procent per halt av parfymolja är:
- Parfym: 15–30 %[18]
- Eau-de-Parfum (EdP): 8–15 %[18]
- Eau-de-Toilette (EdT): 4–8 %[18]
- Eau-de-Cologne (EdC): 3–5 %[18]. Varumärke ® "Echt Koelnisch Wasser", "Original Eau de Cologne"
- Splash-Cologne: 1–3 %[18]
- Eau de Solide (EdS): ~1% doftblandning. Varumärke ® "EdS"

I takt med att andelen doftblandning ökar, ökar också intensiteten och varaktigheten i den tillverkade doften. Olika parfymerier eller parfymtillverkade använder olika andelar i sina parfymer. Doftkoncentrationen i en eau de parfum är nödvändigtvis högre än i en eau de toilette av samma parfym, men den egentliga andelen i procent kan variera mellan olika tillverkare. En eau de toilette i en parfym kan vara starkare än en eau de parfum av ett annat märke.
Ibland kan samma parfym i olika koncentrationsgrader faktiskt innehålla olika doftämnen. Detta kan till exempel vara fallet när en parfymör vill göra eau de toiletten lättare än eau de parfumen och därför tillsätter fler toppnoter eller färre basnoter. Därför förekommer det också att produkter som är märkta som extrême, intense eller concentrée i själva verket har en annan doftsammansättning än andra produkter med samma parfymnamn, och att dessa endast är samma doft om man ser till parfymens harmoni. Ett sådant exempel är Chanels Pour Monsieur och Pour Monsieur Concentrée.
Eau de Cologne (EdC) var ursprungligen en särskild doft och ett varumärke för en citrusdoft med svag koncentration, som tillverkades i Köln (Cologne) i Tyskland. Utanför Tyskland har dock ordet fått en förskjuten betydelse och avser en svagt koncentrerad parfym.

### Olfaktiva familjer
Att ingruppera parfymer, kan i likhet med all annan taxonomi aldrig betraktas som en fullständigt objektiv eller slutgiltig process. Många dofter uppvisar drag av olika familjer. Också en parfym som betecknas som en "enkel blomdoft" har, även om det är subtilt, undertoner av andra aromer. "Rena" dofter som tillverkats av en enda arom, finns mycket sällan i parfymer på marknaden, eftersom parfymen i så fall skulle bestå av ett enda aromatiskt material.
Att klassificera efter olfaktiv familj är en startpunkt i beskrivningen av en parfym, men kan inte i sig själv utgöra en fullvärdig beskrivning av parfymens karaktäristik. I många fall brukar parfymer beskrivas med en blandning av nedanstående olfaktiva familjer ("orientalisk blomdoft", "grön chypre, "frisk blomdoft", "fruktig och frisk", et cetera).
Det finns ingen standardiserad klassifikation för parfymer, men vissa termer återkommer hos de flesta parfymörer, och kan i viss mån betraktas som en typologisk terminologi. Sådana termer är också beroende av parfymtrender. De vanligaste kategorierna för parfymtyper som komponerades från 1800-talet och framåt, kan kallas traditionella, och de efter omkring 1945 för moderna.

#### Traditionell olfaktiv klassifikation

Chanel N° 5, skapad av Ernest Beaux, en av världens mest berömda parfymer. Det är en aldehydisk, sammansatt blomdoft. Aldehyder, citrus, och ylang-ylang i toppnoterna, mellannoter av jasmin, ros, liljekonvalj och iris, och basnoter av vetiveria, sandelträ, vanilj, ambra och patchouli.

Blomdofter är en av de största doftfamiljerna. Omkring 1900 fanns två olika typer: enkel blomdoft, och sammansatt blomdoft eller bouquet. Enkla blomdofter är dofter som domineras av doften från en viss blomma, och kallas därför på franska soliflore. Till denna grupp hör Serge Lutens Sa Majeste La Rose (ros) och Diors Diorissimo (syntetisk liljekonvalj). Gruppen var den i särklass mest populära fram till omkring år 1900. Sammansatt blomdoft eller bouquet är dofter som består av flera blommor, till exempel Houbigants Quelques Fleurs och Lancômes Poême. Denna olfaktiva familj uppstod de sista årtiondena av 1800-talet, med parfymer som Cotys La Rose Jacqueminot, där det blommiga understryks med ormbunkar i basnoterna. 
Blomdofterna kan vara lätta (friska, marina, fruktiga eller gröna noter), som Cacharels Anis anis, tunga (aldehydiska, orientaliska, läder- eller tränoter), som Diors Poison, "pudriga", som Creeds Jasmin Impératrice Eugenie från 1870, och ha ytterligare fler egenskaper. Damparfymernas klassiska blomdofter kan även indelas efter vilken eller vilka blommor som ingår: jasmin, liljekonvalj, nejlika, rosor och violer, och tuberos. Blommor ingår i de flesta damparfymer och många herrparfymer, varmed det i viss mån är en subjektiv bedömning om en parfym skall klassas som en blomdoft eller om blommorna utgör självklara noter i bakgrunden. I herrparfymer är blomdofterna ofta blandade med trä, som Ralph Laurens Safari; uttalade lavendelnoter brukar föra parfymen till fougèrefamiljen. 
Ambradofter eller orientaliska dofter är en stor grupp parfymer som består av dofter av vanilj, animaliska aromer, kryddor, blommor och trä. Dessa kan innehålla kamferolja och sandelträ, vilket väcker minnet om den viktorianska erans föreställning om Mellanöstern och Fjärran östern. "Rena orientalier" skall ha framträdande animaliska noter, som till exempel Cartiers Must, Calvin Kleins Obsession, och Laura Biagiottis Roma. Guerlains år 1925 lanserade Shalimar blev den klassiska parfymen bland de orientaliska dofterna. Doftfamiljen var särskilt populär på 1910-talet, 1930-talet samt mitten av 1970-talet till och med 1980-talet, varpå de ersattes av en trend för lättare dofter. Under 1970-talet blev ren mysk särskilt populärt. Orientaliska dofter var ända till 1960-talet förbehållet damparfymer; den första orientaliska herrparfymen var Guerlains Habit Rouge från 1965. Kryddiga orientaler och florientaler är stora undergrupper, med 1970-talsparfymen Opium (Yves Saint-Laurent) i främsta rummet. 
Trädofter eller boisés är dofter som domineras av träaromer, vanligen sandelträ och cederträ. Patchouli med dess kamferartade lukt, finns ofta i dessa parfymer. Chanels Bois des Îles är en trädoft, liksom herrparfymerna Chanels Egoiste, och Diors Fahrenheit. Trädofterna är vanligen blandformer till andra olfaktiva grupper, till blomdofter (Hugo Boss Essence de Femme), eller, ofta som yngre herrparfymer, till orientaliska, som Valentinos Homme.
Läder är en doftfamilj som består av doften av honung, tobak, trä och tjära i dess mellan- eller basnoter, och har en doft som påminner om läder. Chanels Cuir de Russie från 1930-talet är en typisk och klassisk läderdoft, och Carons Tabac Blond. Läderdofter är ofta blandade med orientaliska dofter, som Chanels Coco, Yves Saint-Laurents Opium, och Karl Lagerfelds KL, eller Gucci Pour Homme. Dofttypen har sitt ursprung i de parfymerade läderhandskarna som Catherine de' Medici var förtjust i, och traditionellt skall noter av frangipani finnas med.
Chypre (Cypern på franska) är en familj dofter som bygger på en sammansättning av bergamott, ekmossa, patchouli och labdanum. Gruppen uppkallades efter François Cotys parfym Chypres, som lanserades 1917. En annan chypreparfym är Guerlains fruktiga Mitsouko från 1919. Det var som regel chypresparfymer som de nya modehusen under 1980-talet komponerade (Armani, Fendi, Montana). Chypreparfymerna är moderna varianter av chypredofterna som såldes som torrvara i Venedig under medeltiden, vilka innehöll labdanum från Cypern, men moderna "rena" chypre skall innehålla påtagliga animaliska noter, som Mme Grès Cabochard. Många herrparfymer har drag av chypres.
Fougère är dofter som bygger på en bas av lavendel, kumarin, och ekmossa. Dofttypen är uppkallad efter Houbigants parfym Fougère Royale. Många herrparfymer tillhör denna grupp, som klassiska English Lavender (Atkinson), Old Spice (Shulton) och Guerlains Jicky.
Aldehydiska dofter är dofter som bland annat påminner om ett nyutsläckt stearinljus, vilket skapas på syntetisk väg med aldehyder. Det finns inga rena aldehydiska parfymer, utan de utgör undergrupper av andra doftfamiljer. Den mest berömda av aldehydparfymerna är Chanel N° 5, som också var den första aldehydparfymen på marknaden. Dessa parfymer var som mest populära under 1920-talet, och några av dessa har blivit klassiker, till exempel Jeanne Lanvins Arpège, och Jean Patous Joy.
Kryddiga dofter är undergrupper till flera olfaktiva familjer, och utgörs av framträdande noter av kanel, muskot, peppar och kardemumma. Kryddiga trädoftande herrparfymer är en stor grupp, samt kryddiga orientaler för både herr- och damparfymer.
Aromatiska dofter är en term som ibland används för att beteckna, som undergrupper, de parfymer som har inslag av örtkryddor som timjan, salvia, rosmarin, och mynta.

#### Moderna olfaktiva kategorier

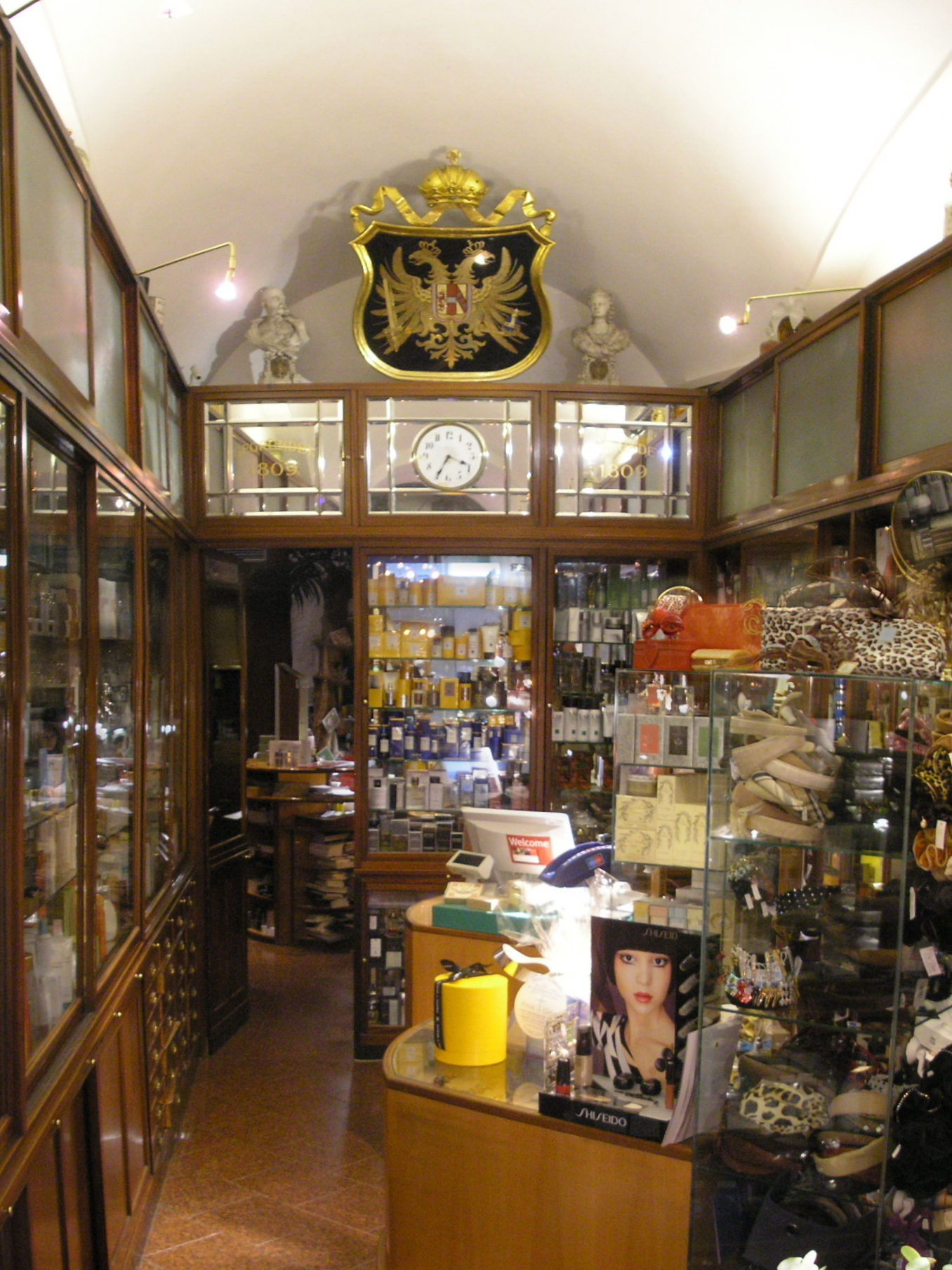
Interiör hos den berömda parfymaffären J.B. Filz Sohn på Graben 13 i Wien.

Sedan 1945 har nya kategorier dofter uppkommit, på grund av att parfymtillverkningens tekniker (det vill säga att utforma doftsammansättningar) förbättras och på grund av tyckets och smakens naturliga utveckling.
Blommiga blomdofter kallas ibland en blandning av de enkla och sammansatta blomdofterna i och med att en blomma dominerar, utan att ta överhanden lika mycket som för de enkla blomdofterna. Vanliga dominanta blommor är ros, jasmin, ylang-ylang, iris och viol. Till denna grupp hör Chloés Chloé  och Calvin Kleins Eternity.
Gröna dofter är en lättare, sötare och modernare variant av chypredoften, till exempel Balmains Vent Vert och Estée Lauders White Linen. De gröna dofterna dominerade parfymtrenderna på 1940-talet. De har noter av gräs, hö eller skog, och brukar beskrivas som "sportiga".
Ozondofter, marin- eller havsdofter är den yngsta gruppen parfymer som lanserades med Christian Diors Dune 1991, där det marina dock är underordnat orientala och blommiga noter. Ozondoften är väldigt ren, och utgjorde ett stort steg i uppkomsten till många av de moderna androgyna unisexparfymerna. Ibland kallas denna grupp "vattendofter", och då inbegrips till exempel Davidoffs herrparfym Cool water och Aramis vattenmelondoftande New West for Her.
Friska dofter eller citrusdofter är egentligen en äldre olfaktiv familj som fram till nyligen utgjordes av "uppfriskande" eau de Cologner med citrus- eller bergamottnoter, ibland neroli och rosmarin, som Mühles klassiska EdC 4711 Echt Kölnisch Wasser. "Friska blomdofter" är en stor undergrupp, med parfymer som Valentino.
Fruktiga dofter är dofter där fruktaromer dominerar, till exempel av persika, äpple, aprikos och hallon. Christian Diors Midnight Charm är en fruktig parfym, och Dknys Be Delicious. Rent fruktiga parfymer är ovanliga; ofta är de i stället undergrupper av blomdofter, som Byblos och Givenchys Eau de Givenchy, eller till chypredofter, som Rochas Femme. Frukter har ingått i parfymer mycket länge, som i parfymen som James Henry Creed skapade till passagerarna på Titanic, vilken baserades på alger, sjögräs och honungsmelon.
Gourmanddofter räknas sällan som en egen kategori, men som undergrupp utgör de dofter med dessertliknande kvaliteter och dofter av mat, ofta med inslag av vanilj och tonkabönor. Exempel är Nina Riccis Les belles de Ricci från 1996 med doft av gröna tomater, och kanske den mest kända gourmandparfymen Thierry Muglers chokladdoftande Angel. En annan mycket känd gourmandparfym är Lolita Lempicka, av märket med samma namn. Lolita Lempicka har noter av lakrits, vanilj och pralin. Även Lancôme har en gourmandparfym från 2012 vid namn La vie est belle, med noter av vanilj och pralin.

### Doftnoter
Med en metaforik som kommer från musikens värld, brukar parfymer beskrivas som om de har tre stämmor, vilka sammantagna bildar parfymens ackord och dess harmoni. Därför talar man om stämmornas respektive noter. Noterna utvecklas med tiden, genom att toppnoternas omedelbara intryck övergår i djupare mellannoter, för att slutligen upplösas i basnoterna som uppträder i finalen. Dessa noter skapas med stor noggrannhet och kunskap om parfymernas avdunstningsprocesser.
En modern parfym innehåller som regel åtminstone 30 eller 50 doftämnen, men många parfymer innehåller flera hundra. Dofter hör vanligen naturligen till en viss stämma, medan många andra kan vara antingen topp- eller mellannot, eller mellan- eller basnot i olika parfymer.

#### Toppnoter
Toppnoter, eller huvudnoter, är dofter som utsöndras omedelbart när parfymen appliceras. Toppnoterna består av små, lätta molekyler som avdunstar fort. De skapar det första intrycket av parfymen och är därför väldigt viktiga i parfymens försäljning.
Dofterna i toppnoterna brukar beskrivas som "friska" eller "skarpa". Beståndsdelarna som bidrar till toppnoterna doftar starkt, är väldigt flyktiga och avdunstar hastigt. Citrus, kaprifol, stjärnanis, persika, rosor, koriander, timjan, kanel och ingefära är några av de dofter som kan finnas bland toppnoterna. 

#### Mellannoter

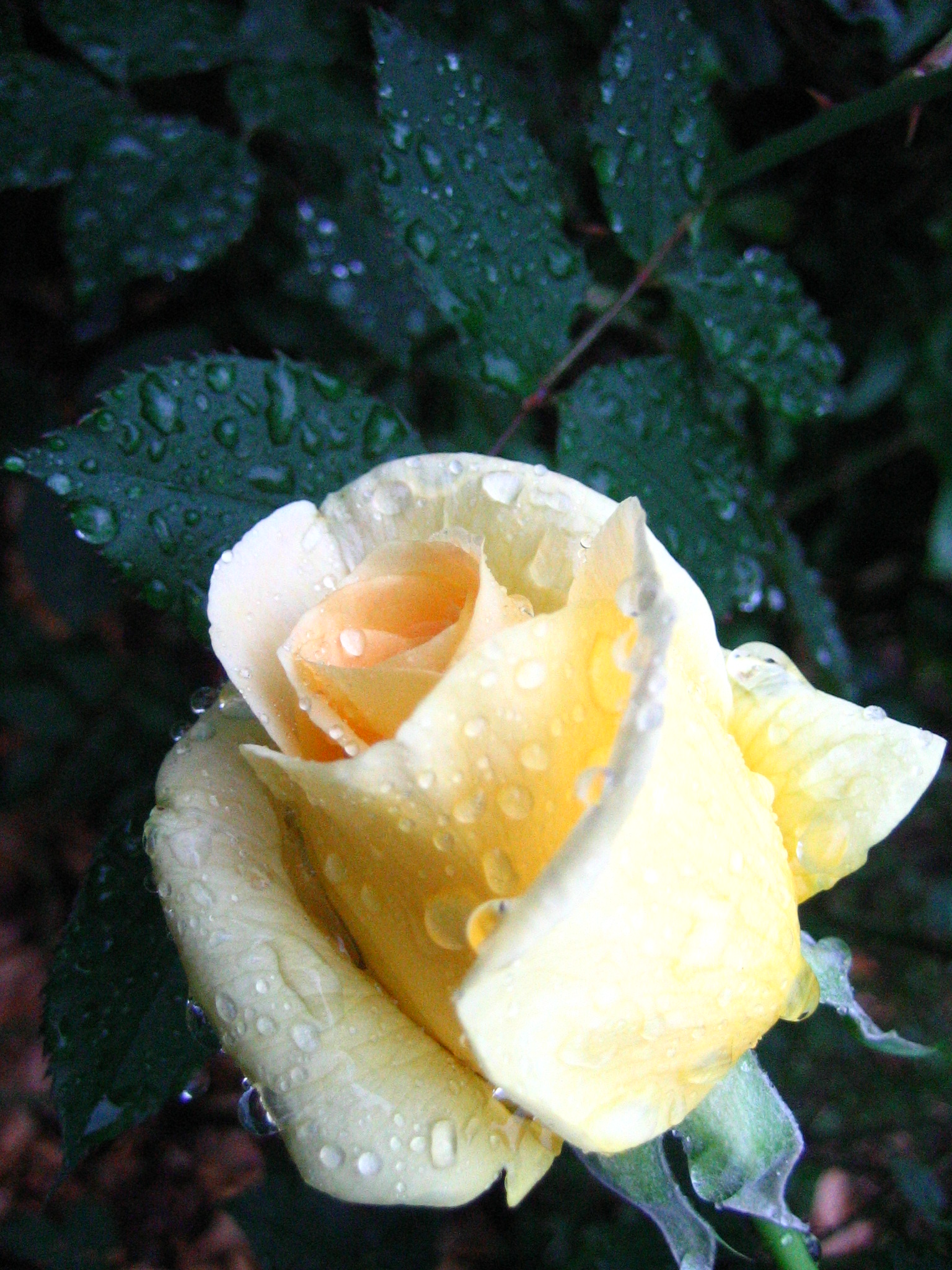
Rosextrakt är ett av de allra vanligaste doftämnena i parfymer.

Mellannoterna, eller hjärtnoterna, uppträder strax innan toppnoterna klingar ut. De formar "hjärtat" eller "kroppen" i parfymen, och har dessutom som uppgift att dölja uppkomsten av basnoterna, som initialt kan vara ganska obehagliga. Mellannoterna uppkommer mellan två minuter till två timmar efter att parfymen applicerats. 
Till deras karaktärer är de vanligen "runda" och "fylliga". Lavendel, liljekonvalj, apelsinblommor, ylang-ylang, jasmin, mandel, lilja, svarta vinbär, och ros är några beståndsdelar som kan förekomma bland mellannoterna.

#### Basnoter
Basnoterna uppstår strax innan parfymens mellannoter försvinner. De utgör tillsammans med mellannoterna parfymens huvudtema, och ger parfymen dess djup och fasthet.
Beståndsdelar i basnoterna är ofta fixativor som används för att behålla och förstärka de lättare topp- och mellannoterna. De består av stora, tunga molekyler som avdunstar långsamt, och framkommer först efter en halvtimme eller medan parfymen torkar in i huden. Några basnoter kan fortfarande kännas ett dygn efter parfymen applicerats, vilket särskilt gäller animaliska noter. Förutom animaliska basnoter som mysk, bävergäll och sibet, är vanilj, sandelträ, ambra, patchouli, tonkabönor, balsam, rökelse, kåda och mossa typiska dofter bland basnoterna.

## Doftkällor

### Dofter från växtriket
Växter har länge använts inom parfymtillverkning som källa till eteriska oljor och aromämnen. Dessa aromer är vanligen sekundära metaboliter som växterna bildar för att skydda sig mot växtätare, infektioner, likväl som för att dra till sig pollinerare. Växter är utan jämförelse den största källan till de doftämnen som parfymtillverkningen använder. Källor till dessa ämnen kan utvinnas ur olika delar av en växt. En och samma planta kan användas till mer än ett doftämne, till exempel har växtdelarna ovan jord och fröna från koriander märkbart olika odörer. Apelsinens blommor, löv och fruktskal är källor till neroli, petit grain respektive apelsinolja.

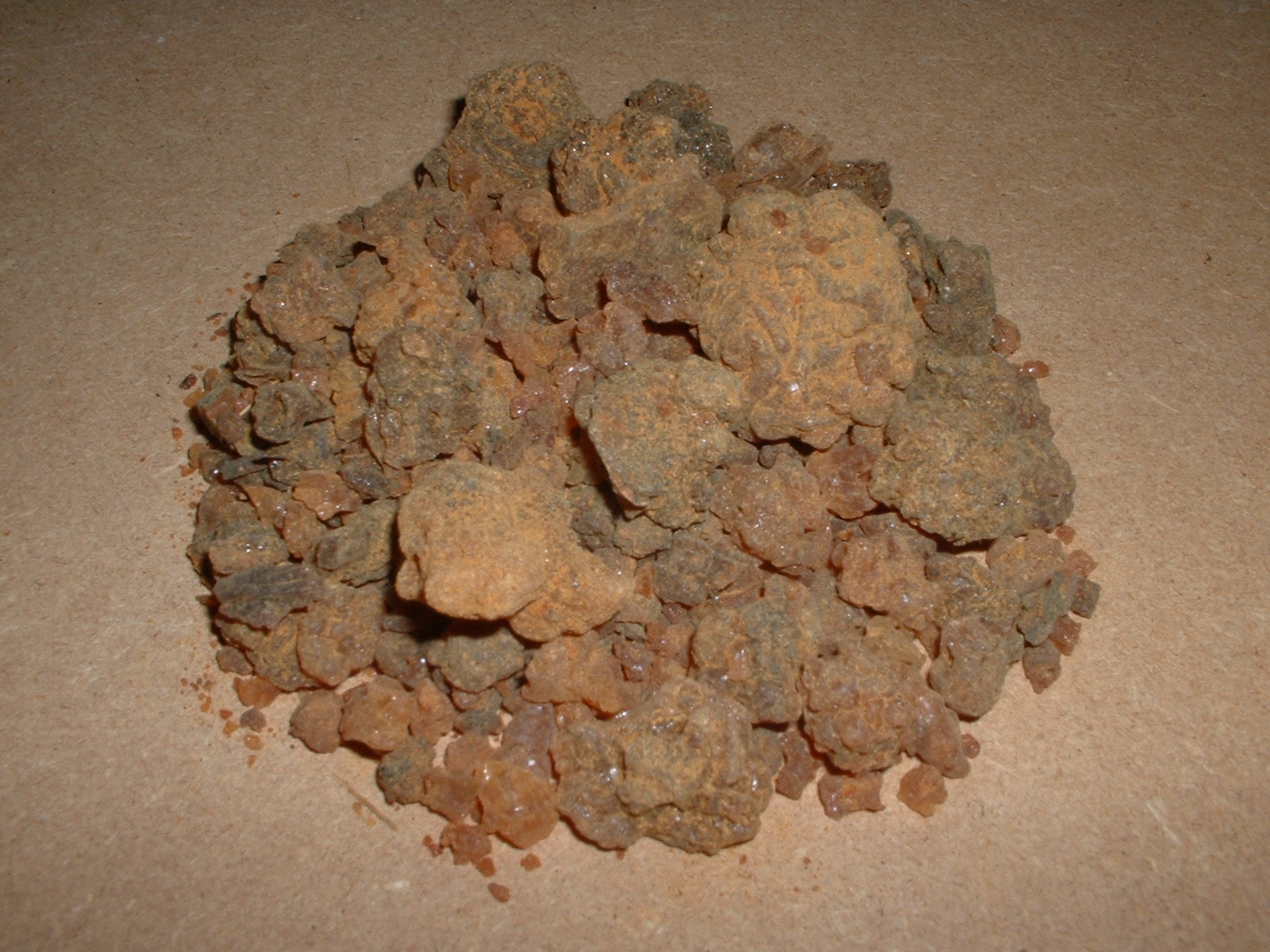
Kådabitar av myrra från Oman.

- Bark: ofta använd bark är kanel och cascarilla. Doftoljan i sassafrasens rotbark används också antingen direkt eller renad för dess huvudsakliga beståndsdel safrol, vilken används i syntesen till andra doftblandningar, som helional.
- Blommor: utan tvekan den största källan till aromer. Inbegriper blommorna av flera arter rosor och jasmin, liksom osmanthus, mimosa, tuberos, och citrusblommor och blommor från ylang-ylangträd. Outsprungna blommor av kryddnejlika är också vanliga. Orkidéers blommor används inte kommersiellt för att göra eteriska oljor eller lösningar, bortsett från vanilj vilket är en orkidé, vilken måste pollineras först och låta gå i frö innan den används till parfymeri.
- Frukter: färska frukter av till exempel äpple, jordgubbar eller körsbär, ger dessvärre inte den förväntade doften när de extraheras; om sådan doft finns i en parfym är den syntetisk. Undantag är vanilj, litsea cubeba, och enbär. Aromerna från de frukter som är vanligast i parfymtillverkning, utvinns ur deras skal, som citrusfrukterna apelsin, citron, lime och grapefrukt.
- Löv och kvistar: lavendel är en av de oftast förekommande växterna från vilka växtens löv används, andra sådana är patchouli, salvia, viol, rosmarin, och citrusblad. Ibland uppskattas löv efter den "gröna" doft de ger parfymer, såsom hö och tomatblad.
- Kåda och harts: har använts utbrett sedan antiken till rökelse och parfymeri. Starkt doftande och antiseptisk kåda och parfymer med kåda användes i äldre tider inom flera kulturer som medicinsk behandling för diverse olika åkommor. Till parfym används kåda från bland annat labdanum, myrra, olibanum, perubalsam, gummiharts. Tall- och grankåda är källor till den brukbara terpentinen, vilken används till den organiska föreningen av många andra syntetiska eller naturliga doftämnen. En del av de produkter som kallas ambra och kopal i dagens parfymtillverkning är kåda från fossila barrträd.
- Rötter, rhizomer, och bulber: underjordiska växtdelar och rhizomer från irisar, ingefära, och vetiveria är vanligt förekommande inom parfymtillverkning.
- Frön: tonkabönor, koriander, kakao, anis, kummin, muskot, kardemumma, är växter från vilkas frön brukas inom parfymeri.
- Trä: högst viktig källa till parfymers basnoter är de oersättliga träoljorna och destillationerna. Träoljor från sandelträ, rosenträ, björk, ceder, en, och tall används i stor utsträckning.

### Animaliska doftkällor
- Ambra: klumpar av oxiderat fett, vars föregångare utvanns från kaskelotvalen. Ambra inom parfymeri är inte detsamma som det engelska ordet för bärnsten (likaså amber).
- Bävergäll: avsöndringar från bäverns analkörtlar, så kallade gällpungar.
- Sibet, eller sibetmysk: utvinns från sibetkatten.
- Honung
- Mysk: ursprungligen utvunnen från den asiatiska myskhjorten, men har numera ersatts av syntetisk mysk.

### Övriga naturliga doftkällor
- Lavar och mossor: till exempel ekmossa.
- Alger, till exempel från Fucus vesiculosus, men på grund av den höga kostnaden och svaga resultatet brukar algdofter framställas på syntetisk väg.

### Syntetiska doftkällor
Moderna parfymer är i stor utsträckning tillverkade av syntetiska odoranter. Dessa kan syntetiseras utifrån relativt billiga organiska källor som petroleum, fossilt kol eller kåda. På syntetisk väg kan doftämnen tillverkas som inte existerar i naturen. Calone är ett syntetiskt doftämne som luktar havsartat och metalliskt, och används mycket i samtida parfymer. Syntetiska doftämnen används också som billigare ersättning för naturliga motsvarigheter, som aromer av kumarin och linalol, vilka är billigare att framställa på syntetisk väg från terpentin än att framställa naturligt. Några blomdofter kan inte utvinnas ur naturliga råvaror och framställs därför syntetiskt: orkidédofter (salicylater) framställs som regel syntetiskt, liksom liljekonvalj, och (till Lancômes Poême) blå vallmo. Fruktdoft kan nästan aldrig utvinnas naturligt. 
Det är ytterst få företag i världen som tillverkar de syntetiska doftämnen som parfymindustrin använder, och dessa har patent på de syntetiska doftämnen som de tagit fram, flera nya per år. Till de största företagen hör International Flavors and Fragrances, Givaudan, Takasago och Symrise.

## Utvinning av naturliga dofter
Innan parfymer kan komponeras, måste odoranterna som parfymer skapas av utvinnas. Syntetiska odoranter produceras genom organiska föreningar och renas. För att utvinna odoranter från naturliga källor krävs flera olika metoder att behandla råmaterialet med. Resultatet av extraktionen är eteriska oljor, lösningar, koncentrat, eller smör, beroende på mängden vax som den extraherade produkten innehåller.
Alla dessa tekniker kommer i viss mån att förvränga den doft som råmaterialet utsöndrar. Detta beror på att teknikerna måste använda sig av värme, lösningsmedel som i sig själva påverkar doften, eller genom att extraktionsprocessen utsätter doftämnena för luft. Allt detta kommer att försämra doftämnena, antingen genom att odörens karaktär förändras eller genom att doften försvinner.

### Maceration

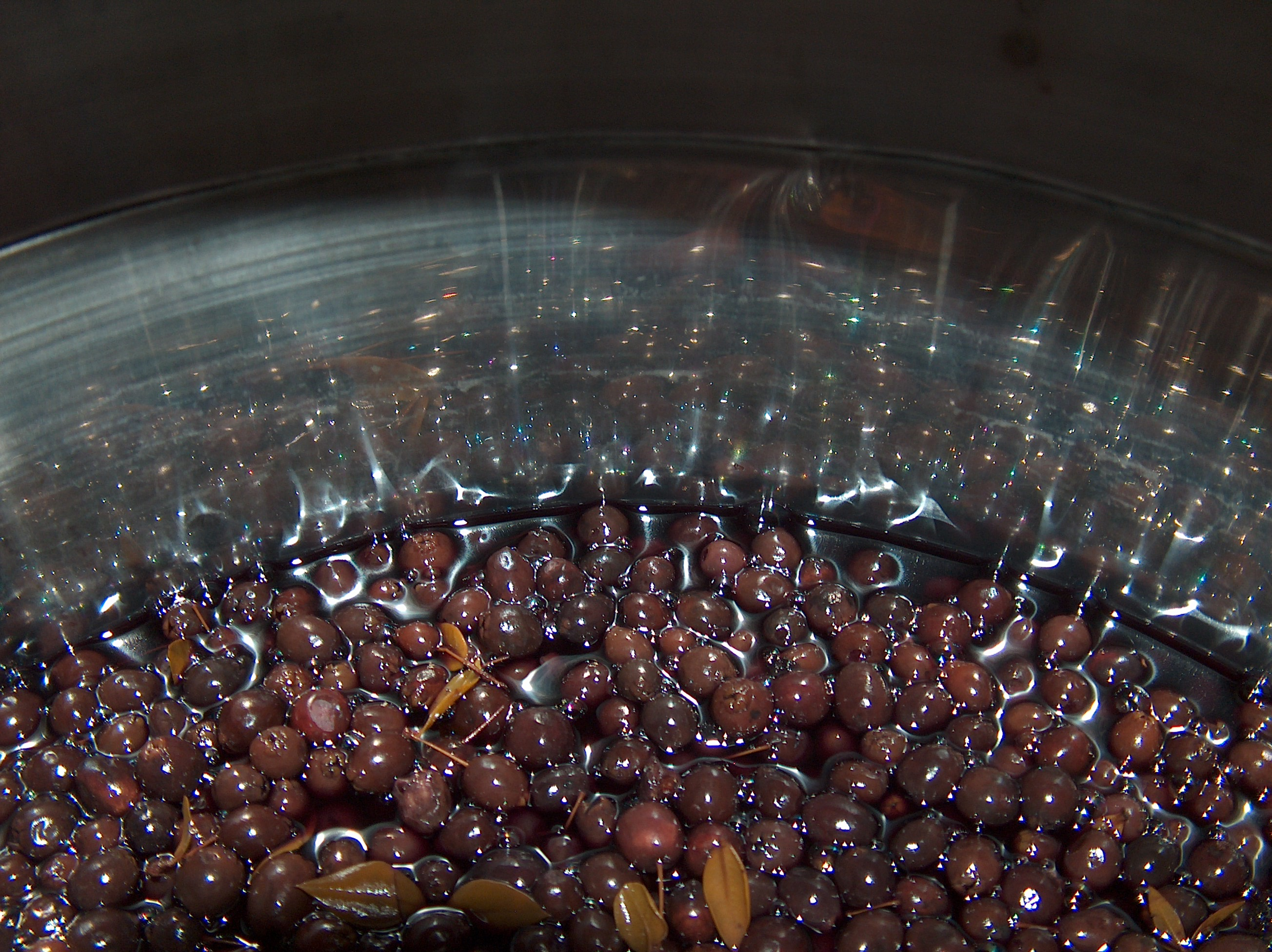
Maceration av myrtenbär i ett stålkärl.

Den vanligaste tekniken för att utvinna dofter inom den moderna parfymindustrin är extraktion, inom industrin kallad maceration. Råmaterialet i fast form läggs i en lösning som löser ut de önskade doftämnena, som sedan kan utvinnas från lösningsmedlet. Maceration kan pågå allt från några timmar till månader. Doftämnen från trä eller fiber utvinns ofta på detta sätt, liksom även animala doftämnen. Tekniken kan också användas för att extrahera odoranter som är alltför flyktiga för att kunna destilleras eller denatureras med värme. Hexan och dimetyleter är vanliga lösningsmedel till maceration. Produkten från en sådan process kallas "koncentrat".
Vid vätskeextraktion kan även superkritiskt koldioxid (CO2) användas som lösningsmedel. Denna process är mycket modern jämfört med de andra tillverkningsmetoderna. Genom processens låga temperatur och det ganska ickereaktiva lösningsmedlet som processen använder, erhålls ett derivat med mycket likartad doft som råmaterialet. 
Extraktion med etanol som lösningsmedel används för att utvinna doftämnen från torkat råmaterial och de orena oljeinnehållen som kommer från extraktion med andra lösningsmedel. Tekniken används inte på färskt råmaterial eftersom sådan innehåller mycket vatten som också skulle följa med i etanolutvinnigen.

### Destillation

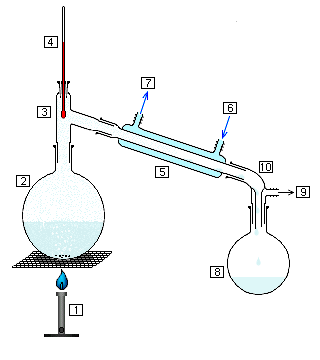
En enkel destillationsapparat
1.Värmekälla
2. Destilleringsflaska
3. Destilleringshuvud
4. Termometer
5. Kondenserare (Enligt motströmprincipen)
6. Ingång för kylvatten
7. Utgång för kylvatten
8. Uppsamlingsbehållare
9. Vakuumkälla
10. Vakuumadapter

Destillation är en vanlig teknik för att erhålla doftämnen från växter, såsom apelsinblommor och rosor. Råmaterialet hettas upp, och doftämnena samlas upp genom kondensation av den destillerade vattenångan.
Ångdestillation sker genom att ångan från kokande vatten får passera genom råmaterialet, vilket löser ut de flyktiga doftämnena. Kondensatet från destillationen förvaras sedan i en rund kolv. Detta gör det möjligt att enkelt separera doftoljan från vattnet. Vattnet som kommer av kondensatet, som kallas hydrosolat, innehåller fortfarande en del doftämnen och doftolja, och säljs ibland. Detta är den mest använda tekniken att utvinna dofter från blommor, löv och växtdelar med.
Torrdestillation är en teknik som innebär att råmaterialet som hettas upp aldrig kommer i kontakt med vattenånga och utan att blandas upp i någon vätska eller lösning. Doftämnen som frigörs från råmaterialet genom hettan genomgår ofta en pyrolys vilket resulterar i formationen av olika doftsammansättningar, och därför olika doftnoter. Denna metod används för att erhålla doftämnen från fossil ambra och trä, där man önskar en "bränd" eller "rostad" odör.

### Expression
Expression är en teknik som innebär att råmaterialet pressas eller utsätts för tryck, och att oljan som därmed pressas ut sedan samlas upp. Det är bara till doftämnena från skalet från citrusfrukterna som denna teknik används, eftersom det bara är där som oljan förekommer i tillräckligt stora mängder för att denna extraktionsmetod skulle vara lönsam. 

### Enfleurage
Enfleurage är en teknik där aromämnena först blir absorberade av vax, och sedan extraherade av etanol. Extraktion med enfleurage användes tidigare i fall där destillationsteknikens hetta vore alltför skadlig för doftämnena. Tekniken är emellertid ovanlig numera på grund av dess olönsamhet och på grund av att nyare, mer effektiva metoder utvecklats.

## Doftextrakt
Eteriska, eller essentiella, oljor, är den övergripande term som allmänheten brukar lära sig för olika slags doftextrakt. Inom parfymindustrin används ett mer specifikt språkbruk, som tar fasta på källan, renheten, och tekniken som använts för att erhålla ett visst doftextrakt.
Av dessa extrakt är det bara absoluter, eteriska oljor, och tinkturer som används direkt till att blanda parfymer.
Absoluter är parfymmaterial som framställts genom att pomador eller koncentrat renats genom att de sänkts i etanol. Genom att använda ett lätt hydrofiliskt ämne som etanol, kan det mesta av doftämnena från vaxet extraheras utan att frigöra några doftlösa vaxmolekyler. Absoluter brukar återfinnas i form av oljiga vätskor.
Koncentrat är doftmaterial som har extraherats från råmaterial genom lösningsextrakt av flyktiga kolväten. Koncentrat innehåller vanligen en stor mängd vax på grund av att solventer lätt upplöser olika hydrofobiska beståndsdelar. Sådana koncentrat kan enkelt renas genom destillation eller alkohollösningar. Koncentrat förekommer som regel i fast form som vax eller kåda, eller som trögflytande vätskor.
Eteriska oljor är doftmaterial som har extraherats från en källa direkt genom destillation eller expression, och finns i flytande, oljig form. Oljor som extraheras genom expression kallas ibland "expressionsoljor".
Pomada är en doftande massa av rent fett som skapas genom enfleurage, i vilken doftämnena i råmaterialet absorberas av animaliskt fett. Pomador förekommer i fast, oljig och kladdig form.
Tinkturer är doftmaterial som skapas direkt genom att indränka råmaterial i etanol. Tinkturer är flytande.

## Att komponera parfymer

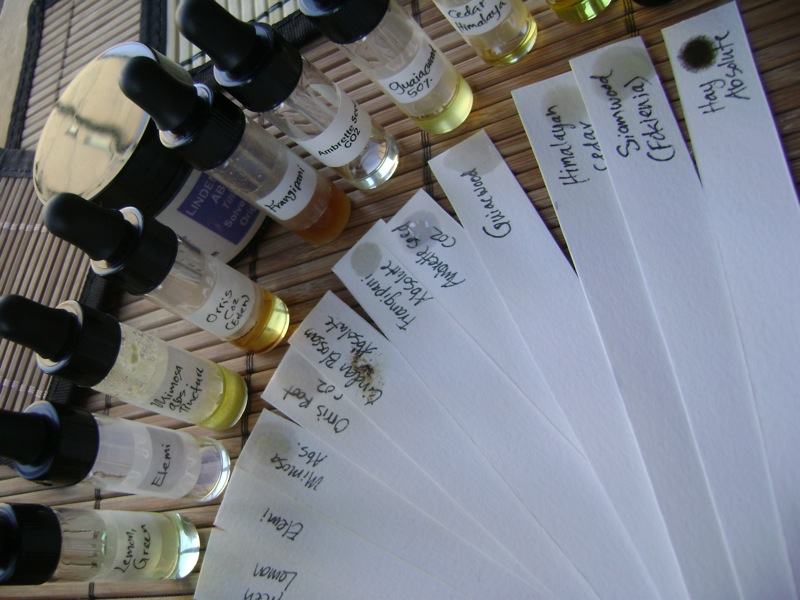
Doftremsor som kan användas för att blanda parfymer. Flaskorna i bakgrunden innehåller rena doftämnen, bland annat himalayansk ceder, mimosa, grön citron och frangipani.

Att komponera parfymer är en viktig del i många industrier, från lyxvarusektorn, till tillverkningsindustrin för olika kemikalier som hushåll använder. Syftet med parfym- eller dofttillverkningen är att påverka köparna genom att tala till deras luktsinne och förmå dem att handla parfymen eller den parfymerade produkten. Därför är det av yttersta vikt att många finner en doft estetiskt tilltalande.

### Parfymören
Arbetet att framställa parfymer till försäljning överlämnas till experter på att komponera parfymer, vilka har yrkestiteln parfymör. De kallas också ibland "Le Nez" (näsan) med anspelning på deras utvecklade luktsinne och förmåga att komponera dofter. Parfymörer är i praktiken konstnärer som har djupförståelse av dofternas estetik, och har förmågan att överföra abstrakta begrepp och stämningar till doftsammansättningar. På en rudimentär nivå måste parfymören ha stor kunskap om ett stort antal olika dofter och ingredienser, och vara kapabel att skilja alla dessa dofter från varandra, dels känna igen dem ensamma, dels kunna spåra dem var och en i en doftsammansättning. Vidare måste de känna till hur varje ingrediens uppträder under tid tillsammans med andra doftämnen. Parfymörens arbete påminner i mycket om flavoristens, som komponerar dofter och smaker till matindustrin.
Att komponera en parfym börjar som regel med ett uppdrag från arbetsgivaren eller en kund. Uppdragsgivarna är vanligen modehus eller storföretag inom olika industrier. Varje uppdrag innehåller en specifikation på vilket slags parfym som önskas, och beskrivs ofta i poetiska eller abstrakta ordalag hur parfymen skall lukta eller upplevas av den som doftar på den, samt innehåller ett maxpris på den koncentrerade parfymoljans literpris. Dessa villkor kommer att avgöra vilka aromer och doftämnen som kommer att ingå i den färdiga produkten.
Parfymören börjar då med att blanda flera olika parfymer, och kommer att försöka fånga den efterfrågade känsla som specifikationen innehåller. Till sin hjälp kan parfymören använda doftremsor, men mer professionella parfymörer har så kallade doft- eller parfymorglar, det vill säga bord med tre sidor som omsluter parfymören och på vilket flaskor med doftämnen står som parfymören använder. Om parfymören lyckas skapa en parfym som tillfredsställer kunden blir parfymen såld, men ofta först efter flera modifikationer. Processen tar vanligen många månader eller flera år. Parfymsammansättningen kommer därefter antingen att användas som funktionell doft (till schampo, smink, bilinteriörer, tvättmedel, et cetera), eller saluföras i sig själv, i form av parfym. 
Parfymören kan också inspireras till att skapa en ny parfym och därigenom skapa en produkt som sedan kan säljas eller användas vid ett uppdrag. Detta är arbetssättet hos de flesta mindre och oberoende parfymerierna.

### Teknik
Det finns ingen enskild "korrekt" teknik för att komponera en parfym, men däremot riktlinjer om hur en parfym kan skapas från ett koncept.

#### Grundläggande ramverk

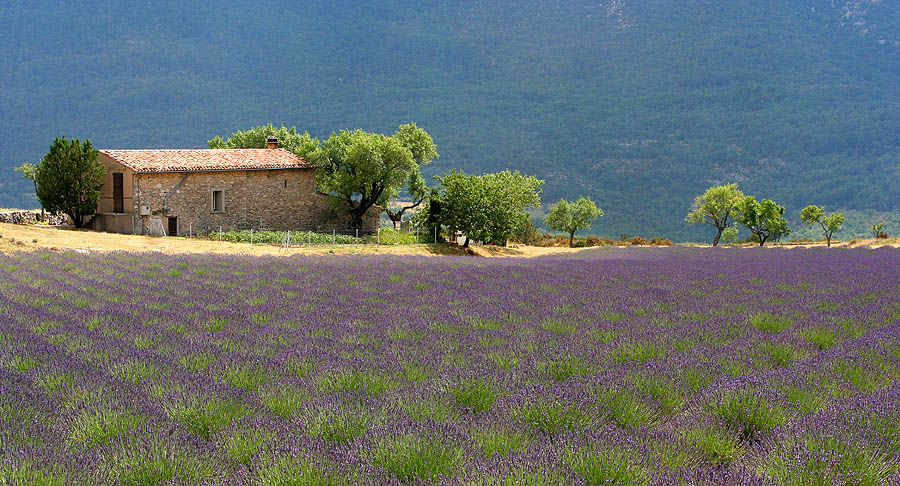
Lavendelfält i Provence i Frankrike, odlad uteslutande för växtens doft.

Parfymolja innehåller som regel flera hundra olika ingredienser, och dessa har samtliga en egen roll att spela. Ingredienserna kan grovt sett indelas i fyra grupper: primära dofter, modifierare, blandare och fixativer.
De primära dofterna kan utgöras av en eller flera huvudingredienser, till exempel rosor. Alternativt kan flera ingredienser användas tillsammans för att skapa en "abstrakt" primär doft som inte igenkänns som en naturlig ingrediens. Till exempel blandas jasmin och ros ofta för blomdofter. Koladoft är ett exempel på en abstrakt primärdoft.
Modifierare är ingredienser som påverkar de primära dofterna för att ge parfymen en särskild karaktär. Ester från frukt kan till exempel användas till blomdofter för att skapa en fruktig blomdoft, och calone och citrus kan ge en blomdoft en friskare karaktär. Körsbärsaromen i cherry cola kan betraktas som en modifierare.
Blandare är en stor grupp ingredienser som mjukar upp övergångarna mellan parfymens stämmor. Vanliga blandare är hydrooxycitronellal och linalol.
Fixativer används för att stödja upp primärdoften genom att understryka den. Många kådor och trädofter och ambrabaser används för deras fixativa egenskaper.
Topp-, mellan- och basnoterna i en doft kan ha olika primärdofter och stödingredienser.

#### Doftbaser

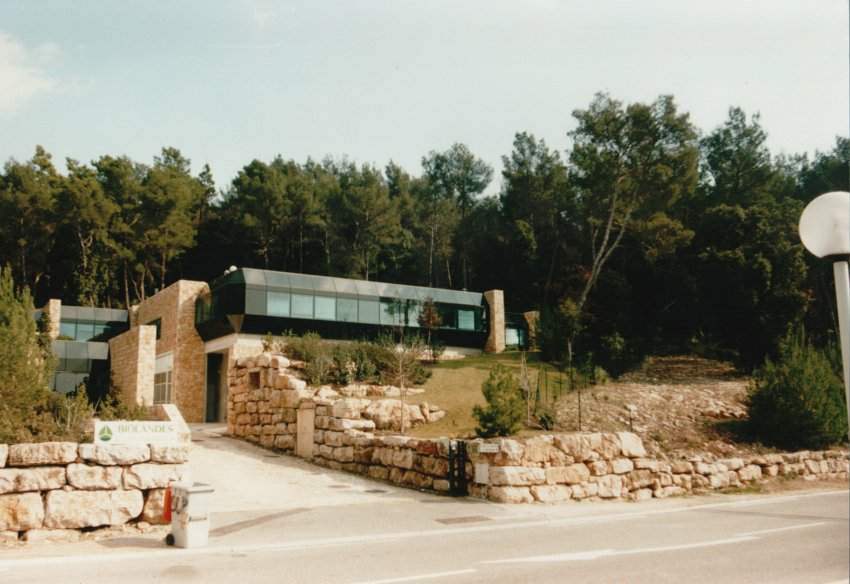
Chanels parfymeri i Sophia Antipolis.

I stället för att bygga upp en parfym från grunden, brukar många parfymer skapas på en eller fler "doftbaser", även kallade "baser". Varje bas är väsentligen parfymmoduler såsom sammansättningar av eteriska oljor eller aromatiska kemikalier, och betecknade med enkla begrepp som "nyklippt gräs" eller "saftigt surt äpple". Många produkter i Guerlains Aqua Allegoria-serie, med deras enkla doftsammansättningar, kan tjäna som exempel på sådana doftbaser.
Företags och parfymörers strävan efter att utveckla doftbaser är lika stor som att skapa färdiga parfymer, eftersom de är återanvändbara. Det finns ytterligare flera goda skäl att satsa på att skapa doftbaser. Vissa ingredienser med svåra eller övermäktiga noter kan vara skräddarsydda i en blandning där problemen redan är åtgärdade, och därmed genast kan användas till parfymtillverkning. En bas kan bättre motsvara en specifik eller tillfällig egenskap hos en ren doft än den rena doften i sig, till exempel "frisk daggig ros" som bättre motsvarar en rosdoft efter regn än ren rosenolja. En parfyms tema kan skissas tämligen snabbt om parfymören utgår från blandningar av doftbaser, för att sedan bli putsad och filad på efter kundens respons.

### Omskapande av parfymer
Att skapa parfymer med omvänd ingenjörskonst genom analytiska tekniker som GC/MS kan inte ge ett fullständigt identiskt resultat. Dessa analytiska tekniker kan avslöja en stor del av parfymens innehåll, men många parfymer är svåra att analysera på grund av deras komplexitet. Med viss färdighet kan dock kopior skapas utifrån sådan utrustning, med tämligen hög exakthet.
Det är väldigt dyrt att återskapa parfymer på detta sätt, om inte de doftämnen som ingår i originalprodukten redan finns tillgängliga.

## Personerna bakom parfymerna

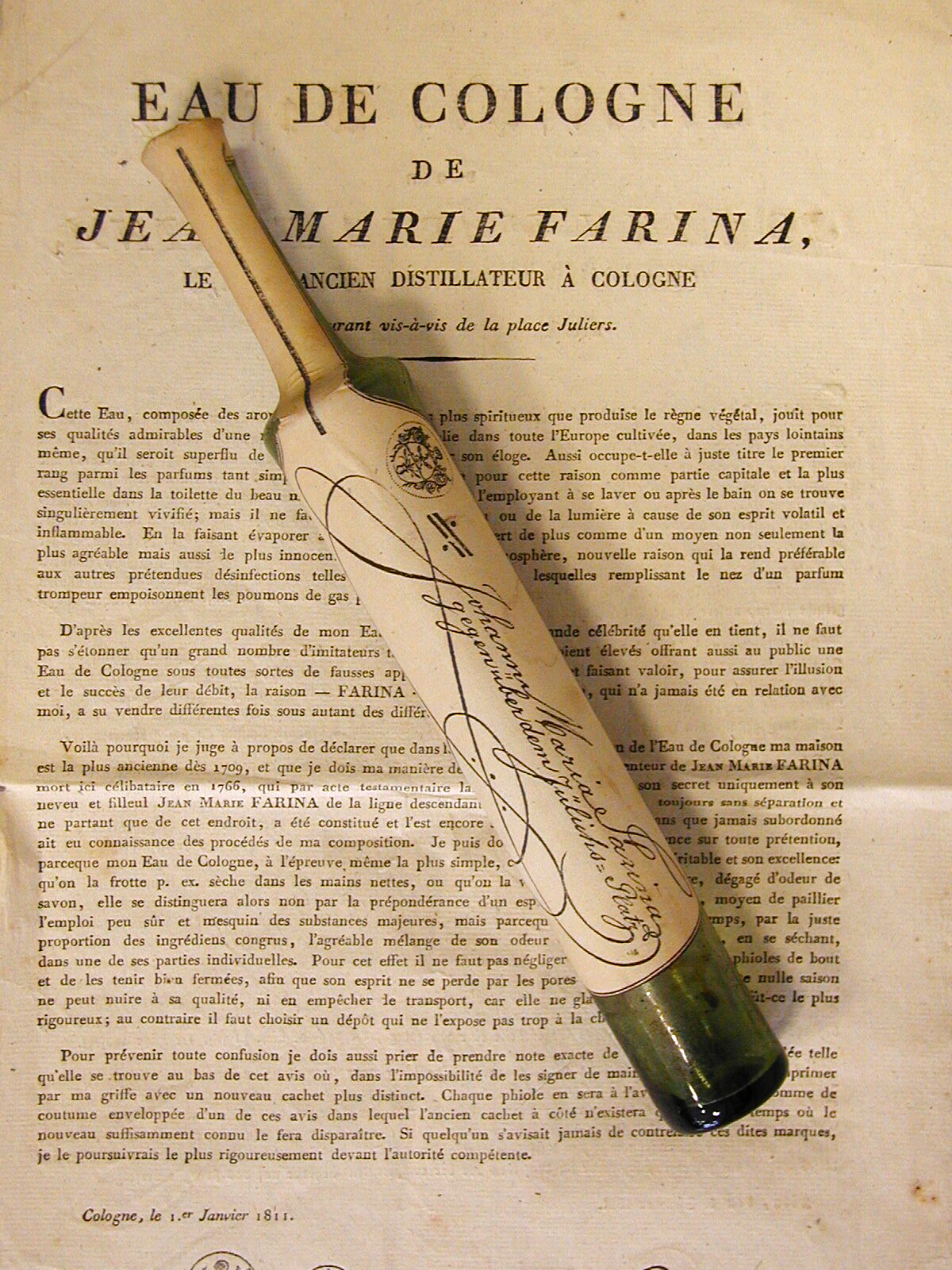
Farinas eau de Cologne, flaska från 1811.

Det är förhållandevis få parfymörer som skapat de mest berömda parfymerna. En av de första mer namnkunniga parfymörerna var Johann Maria Farina (1685-1766), som skapade eau de Colognen (1714). Han var italienare, och någon överlämnade originalreceptet till hans "aqua mirabilis" till Wilhelm Mühlens. Detta recept använde sedan Mühlens till att skapa eau de Colognen, 4711. Både Farinas och Mülens eau de Cologner säljs fortfarande. Farinas tillverkas ännu av Farina gegenüber, men Mülens företag har bytt ägare.
Pierre-François Pascal Guerlain (död 1864) är ett av de största namnen i Frankrikes parfymhistoria. Han började egentligen med salvor och tvålar, innan han 1842 slog in på parfymer. Efter att kejsarinnan Eugénie började handla hans EdC Impériale, blev Guerlain snart ett av de mest framgångsrika parfymhusen. En annan fransman, Paul Parquet, placerade Houbigant i parfymhistorien genom att ta fram Fougere Royale; senare skapade han också Chantilly. François Coty räknas ibland som den moderna parfymens grundare, då han skapade chypreparfymen, och blandade naturliga och syntetiska doftämnen i sina parfymer.
Sophia Grojsman vid International Flavours & Fragrances brukar betraktas som en av världens främsta nu levande parfymörer. Hon har till exempel belönats med Lifetime Achievement award och Living Legend Award. Hon har komponerat framgångar som Boucherons Jaipur, Calvin Kleins Eternity, Lancomes Tresor, Estée Lauders White Linen, Laura Biagiottis Sotto Voce, och Yves Saint-Laurents Paris. En av hennes medtävlare om rangen är Jean Guichard som kreerat parfymer som LouLou och Eau de Eden för Cacharel, L'Eau du Temps och Les Belles för Nina Ricci, Diors Poison, och Kleins Obsession. Jean-Louis Sieuzac komponerade succén Opium för Yves Saint-Laurent 1977, men har också skapat Fahrenheit, Sonia Rykiel, Kenzo Jungle Elephant, Oscar de la Rentas Oscar, och Dune. Edmond Roudnitska (1905-1996) var Christian Diors stora Le Nez och har skapat många av deras och Rochas mest berömda parfymer. Chanels flesta parfymer sedan slutet av 1980-talet är skapade av Jacques Polge, men Ernest Beaux skapade de första parfymerna där, under 1920-talet, bland annat Chanel N° 5, Cuir de Russie, och Bois des Iles.

## Parfymflaskor

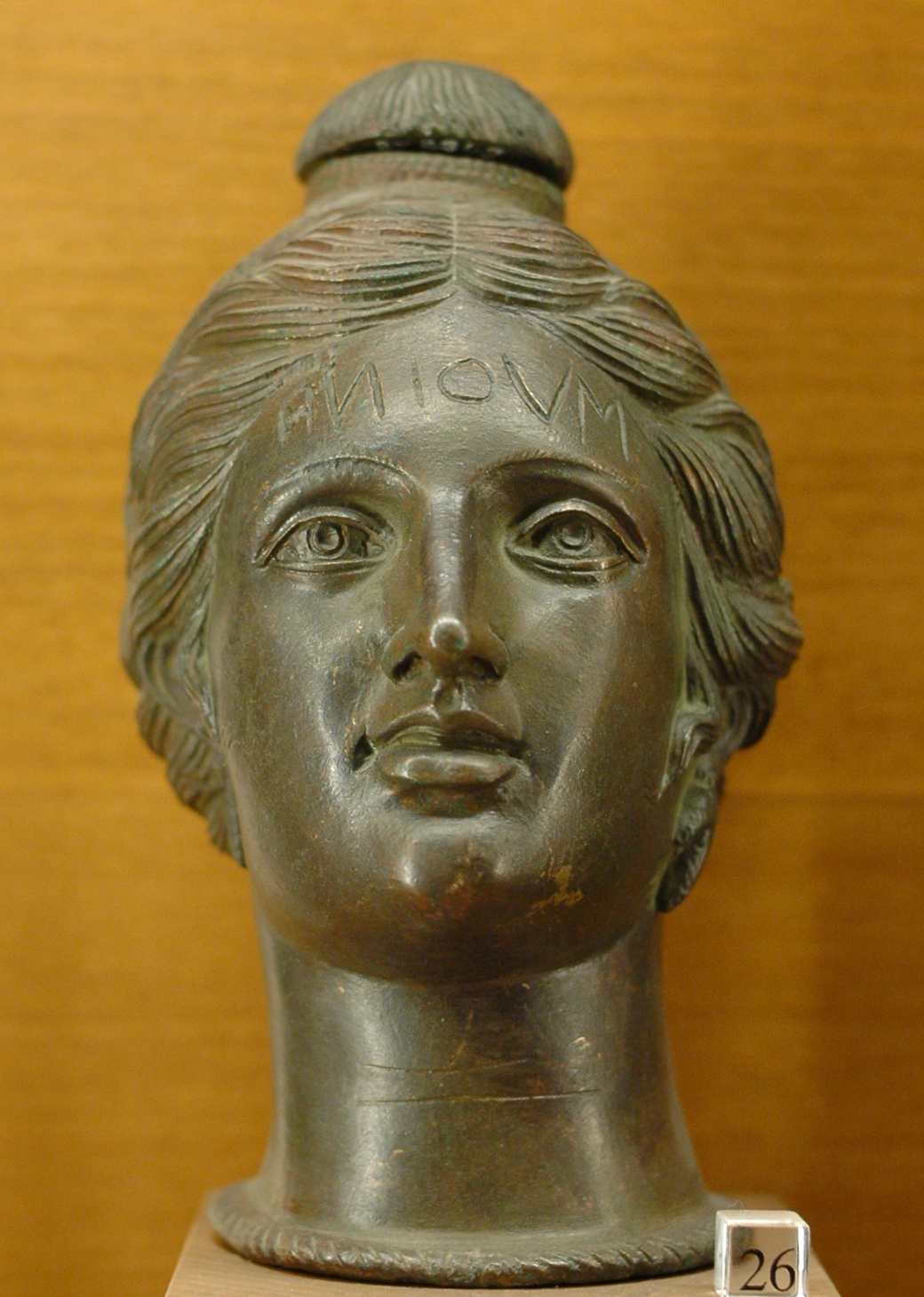
Etruskisk parfymvas, andra århundradet f.Kr. Vasen bär inskriptionen suthina, etruskiska för "till graven". Louvren Paris.

Parfymernas behållare, och utformningen av dessa, har i alla tider varit en viktig komponent av den färdiga produkten. I funktionellt hänseende måste parfymflaskor vara av icke-poröst material så att de inte läcker, och vara tillverkade av ett kyligt material, eftersom värme förstör doftämnena. Det finns parfymflaskor från antikens Egypten som visar att det vid sidan av funktionaliteten, lades ett konstnärligt värde i utformningen av flaskorna. I antikens Egypten tillverkades parfymflaskor av alabaster och stenmaterial. Eftersom parfymer hade en religiös roll har flera flaskor kunnat återfinnas i gravar från den kulturen.
Glas har använts till parfymflaskor sedan femtonde århundradet f.Kr. Lämningar av sådana har återfunnits i Palestina. Det faktum att glasflaskorna var målade visar att funktionaliteten inte var det enda som beaktades vid utformningen av flaskor i Palestina heller. Också där finns parfymflaskor i forntida gravar. När glasblåsningen uppfanns, började flaskorna anta fantasifulla former, och föreställer djur och växter. I antikens Grekland användes urnor och vaser till parfymbehållare, medan romarna använde urholkade stenar.
De första parfymerade produkterna som kom till Europa var former av rökelse, vilket användes i den kristna gudstjänsten, varför olika slags brännare finns från medeltiden. När flytande parfymer började användas, tillverkades flaskor av guld, glas och andra dyrbara material. De första parfymerna som användes i Europa synes ha varit fasta och torra, och därför var en del parfymbehållare avsedda att bäras, till exempel runt halsen eller i en ring, och andra avsedda att stå framme, kanske på ett bord. De tidiga behållarna tillverkades av guldsmeder och andra konstnärliga hantverkare. Trä var ytterligare ett material som ofta användes, bland annat till parfymlådor som kunde öppnas och stängas. Porslin började användas på 1200-talet, men först under 1700-talet blev porslinet och fajansen vanligare, och då ofta i fantasifull former. Pommander användes till fast parfym, företrädesvis ambra, varav namnet pomme d'ambre, "äpple för ambra"; detta smycke i dess klassiska utförande var äppleformat och bestod av fyra delar som kunde öppnas. Under 1700-talet började människor använda necessärer, bland annat för att bära med sig parfym.
För Europas vidkommande, uppstod glasblåsningen i Venedig, och spred sig därifrån till Böhmen och Frankrike. Den kvarts som ingick i det böhmiska glaset gjorde flaskorna så hårda, att de kunde dekoreras med guld och engraveras. Under första halvan av 1800-talet var opalin ett av de mest använda färgämnena till parfymflaskor av kristall. En annan trend var att tillverka flaskorna i flera lager med kristall.
Art Nouveau innebar en drastisk förändring av förpackningarnas utseende, men påverkade huvudsakligen de lådor som flaskorna förvarades i. Under den viktorianska eran blev slutligen kristallflaskorna den klassiska parfymflaskan, ofta med detaljer av guld eller silver. Art Deco kännetecknar parfymflaskorna från 1920-talet, då många parfymklassiker skapades, varför deras originalförpackningar ibland bär drag av kubism.  Med modernismen blev parfymflaskorna mer innovativt formgivna, och anspelade på parfymnamnen. Rene Lalique var en av de stora formgivarna av parfymflaskor de första åren in i 1900-talet, och tillverkade flaskor åt bland annat Coty och Houbigant. För den orientaliska looken skapade Paul Poiret inte bara dessa årtiondens parfymflaskor, utan även kläder, själva parfymerna, och möbler. Hos honom fanns en vilja att harmoniera flaskornas utseende med parfymens känsla, något som gått igen i flaskornas utseende sedan dess.

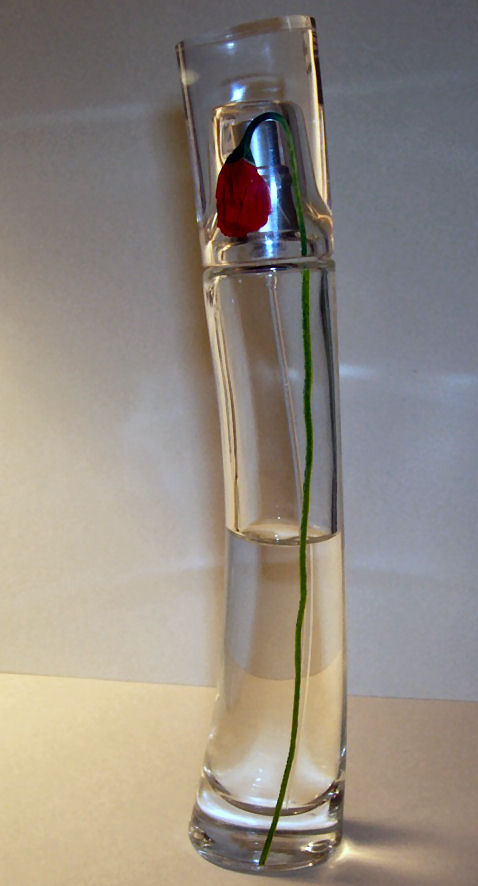
En flaska formgiven av Kenzo Takada.

Vid första världskriget lånade parfymindustrin in den så kallade bulb atomizern från läkemedelsindustrin; en uppfinning från 1887 av Allen De Vilbiss som sattes på parfymflaskorna, vilken var försedd med en luftfylld boll som sprutade parfym i små doser när man tömde bollen på luft. Sprayflaskor hade dock redan introducerats av Rimmel på 1800-talet. I och med att modehusen gav sig in i parfymindustrin, uppstod en ny epok i parfymflaskornas historia under 1920-talet. Modehusen lade stor vikt vid dessas utseende som försäljningsknep. Från omkring 1920-talet började Baccarat tillverka parfymflaskor i kristall, något som det företaget fortfarande gör till många av de dyrare parfymerna på marknaden. Den maskulina utformningen av Chanel N° 5 syftade till att inge känslan av att kvinnorna skulle ta för sig av männens värld. Från och med 1930-talet började parfymflaskor maskintillverkas, och antog därmed enklare utformningar. Trenden detta årtionde var inspirerad av amerikansk kultur, stadsliv och av modernitet, varmed flaskorna kan föreställa till exempel skyskrapor. Efter andra världskriget återgick formerna till det fantasifulla. Från detta årtionde kommer Nina Riccis L'Air du Temps vars kork i frostad kristall föreställer en duva. Med Christian Dior återkom Baccarats klassiska kristallflaskor. Salvador Dali formgav flaskan till Monsieur Marquay på 1950-talet och många andra parfymflaskor, men flaskorna till 50-talsparfymerna är generellt romantiska i stilen. Några formgivare som specialiserat sig på parfymflaskor är Pierre Dinand och Serge Mansau.
Världens största parfymflaska, som rymmer 5 liter, levererades 1993 från ett företag i Halmstad till sultanen av Oman.

## Parfum de luxe
Världens dyraste parfym är Clive Christians Imperial Majesty, som kostar 215 000 amerikanska dollar (motsvarade ungefär 1 350 000 svenska kronor) för en flaska på 16.90z. Det är egentligen en lyxutgåva i tio exemplar av Christians parfym N°1, och priset beror bland annat på att den innehåller en vit diamant på 5 karat. Andra parfymer som tillhör världens dyraste är N°1 av samma märke, Carons Poivre (från 1954), en eau de parfum-förpackning av Chanel N° 5, Baccarats Les Larmes Sacrées de Thebes, och Annick Goutals Eau d'Hadrien. Denna lista grundar sig på vilka förpackningar som är dyrast; en stor förpackning är dyrare än en liten. Sådana här priser stiger också genom att parfymflaskorna är tillverkade av exklusivt material, och säger i sig ingenting om råvarornas eller tillverkningens exklusivitet, eller andra faktorer som påverkar själva parfymens värde.
Jean Patous Joy (1935) var tidigare världens dyraste parfym, men då togs andra saker i beräkning än ovan. Patou är en av de största konsumenterna av naturliga råvaror i världen, driver stora ros- och jasminfält i Grasse, och det är också detta som höjer priset på Joy. Till en flaska går det åt 10 600 blommor och 28 dussin rosor.

## Hälso- och miljöaspekter
Vissa ingredienser i parfymer kan orsaka hälsoproblem. Vissa dofter kan ge astmatiska anfall; nyare forskning har visat att så även kan ske om astmatikern inte ens kan känna lukten av doften. 
Många ingredienser i parfymer kan orsaka allergiska reaktioner på huden och andra allergiska anfall. Det finns belägg för att några vanliga ingredienser, som viss syntetisk mysk, kan framkalla hormonrubbningar i kroppen (endokrin störning), och till och med orsaka cancer (i synnerhet syntetiska polycykliska molekyler, som myskgruppen har). Vissa naturliga aromer kan orsaka hudirritation. En del parfymer innehåller aceton, etylacetat, acetofenon och andra potentiella allergener, som kan framkalla allergi hos personer vid långvarigt eller intensivt bruk.
Syntetiska aromer bryts inte ner i naturen lika lätt som naturliga. Detta gäller i synnerhet syntetisk mysk, som används i stor utsträckning i både parfymer och parfymerade produkter, som till exempel sköljmedel. Sådan syntetisk mysk har återfunnits i höga doser i naturen, både i det marina systemet och i atmosfären. På grund av den höga toxiciteten har former av syntetisk mysk förbjudits, medan annan används i stor utsträckning.